# Andrea Paris
Andrea Paris (Roma, 13 gennaio 1972) è un produttore cinematografico italiano.

## Biografia
Andrea Paris, come project manager a Filmitalia (società incaricata della promozione del cinema Italiano all'Estero) prima e responsabile del settore sviluppo di Cinecittà Luce, dopo,  ha contribuito al debutto di alcuni registi della nuova generazione, come Michelangelo Frammartino, Fabio Mollo e Alice Rohrwacher.
Ha aperto la casa di produzione cinematografica Ascent Film nel 2003 con la quale, nei primi anni, ha prodotto cortometraggi e documentari che sono stati selezionati nei maggiori festival come Cannes e Venezia come Pietro Germi - il buono, il bello e il cattivo (selezione ufficiale al Festival di Cannes del 2009) o Ritratto di mio padre di Maria Sole Tognazzi (evento di apertura del Festival internazionale del film di Roma).
La produzione di lungometraggi inizia nel 2013 con il thriller La foresta di ghiaccio di Claudio Noce con Emir Kusturica e la commedia nel 2014 Smetto quando voglio di Sydney Sibilia.

## Filmografia

### Produttore

#### Cinema
- La foresta di ghiaccio, regia di Claudio Noce (2013)
- Smetto quando voglio, regia di Sydney Sibilia (2014)
- La prima volta (di mia figlia), regia di Riccardo Rossi (2014)
- Sembra mio figlio, regia di Costanza Quatriglio (2018)
- Ovunque proteggimi, regia di Bonifacio Angius (2018)
- Il primo re, regia di Matteo Rovere (2019)
- Alba, regia di Dalibor Matanic (2020) co-produttore
- Shadows, regia di Carlo Lavagna (2020)
- Il cattivo poeta, regia di Gianluca Jodice (2021)
- Il mio corpo vi seppellirà, regia di Giovanni La Parola (2021)
- Onoda - 10.000 notti nella giungla (Onoda, 10 000 nuits dans la jungle), regia di Arthur Harari (2021) - co-produttore
- France, regia di Bruno Dumont (2021) - co-produttore
- Una relazione, regia di Stefano Sardo (2021) - co-produttore
- Ipersonnia, regia di Alberto Mascia (2022)
- El paraíso, regia di Enrico Maria Artale (2023)
- Indagine su una storia d'amore, regia di Gianluca Maria Tavarelli (2023)
- L'impero (L'Empire), regia di Bruno Dumont (2024) - co-produttore
- Le Déluge - Gli ultimi giorni di Maria Antonietta, regia di Gianluca Jodice (2024)

#### Documentari
- First on the moon, regia di Aleksiej Fedorchenko (2005)
- Isola femmina, regia di Corrado Fortuna e Gaspare Pellegrino (2006)
- Gitanes, regia di Matteo Rovere (2007)
- The metropolitan music hall of Rome, regia di Serafino Murri (2008)
- Pietro Germi - il buono, il brutto e il cattivo, regia di Claudio Bondì (2009)
- Ritratto di mio padre, regia di Maria Sole Tognazzi (2010)

#### Televisione
- The Pills, (2013 - 2015)
- Zio Gianni, (2014 - 2016)
- Antonia (2024)
- La coda del diavolo (2024)

## Riconoscimenti
- 2020 – David di Donatello

Miglior produttore per Il primo re
- 2023 - Mostra internazionale d'arte cinematografica

El paraíso - Enrico Maria Artale vince il Premio Orizzonti per la Migliore Sceneggiatura mentre il Premio Orizzonti per la Migliore Interpretazione Femminile viene conferito all’attrice colombiana Margarita Rosa de Francisco.
premio Arca CinemaGiovani come Miglior Film Italiano a Venezia
- 2024 - Festival internazionale del cinema di Berlino

L'impero (L'Empire) di Bruno Dumont vince l'Orso d'argento, premio della giuria